# Pedostibes everetti
Pedostibes everetti és una espècie d'amfibi que viu a Malàisia.